# Doku Gapurovič Zavgajev
Doku Gapurovič Zavgajev (rusko Доку Гапурович Завгаев), čečenski politik in diplomat, * 22. december 1940, Beno-Jurt, Čečensko-Inguška ASSR, Ruska SFSR, Sovjetska zveza.
Zavgajev je bivši prvi sekretar Čečensko-inguške avtonomne sovjetske socialistične republike in je trenutni veleposlanik Ruske federacije v Sloveniji.

## Veleposlanik Ruske federacije v Sloveniji
Njegovo imenovanje za ruskega veleposlanika v Sloveniji je povzročilo nasprotovanje SDS in NSi zaradi njegove vloge v čečenskih vojnah. Kljub temu pa je Zavgajev 3. decembra 2009 pričel mandat, ko je predal poverilna pisma generalnemu direktorju za mednarodno pravo in zaščito državljanov na Ministrstvu za zunanje zadeve Republike Slovenije Andražu Zidarju in naslednji dan še predsedniku Slovenije Danilu Türku.